# NGC 1614
NGC 1614 est une galaxie spirale barrée située dans la constellation de l'Éridan. NGC 1614 a été découverte par l'astronome américain Lewis Swift en 1885.

## Caractéristiques
NGC 1614 est une galaxie active de type Seyfert 2 et c'est une galaxie lumineuse dans l'infrarouge. Elle présente également une large raie HI. Finalement, c'est une galaxie à sursauts de formation d'étoiles.

### Distance
Sa vitesse par rapport au fond diffus cosmologique est de 4 725 ± 7 km/s, ce qui correspond à une distance de Hubble de 69,7 ± 4,9 Mpc (∼227 millions d'al).

### Émission de radiation ultraviolette
NGC 1614 est une galaxie dont le noyau brille dans le domaine de l'ultraviolet. Elle est inscrite dans le catalogue de Markarian sous la cote Mrk 617 (MK 617).

### Luminosité dans l'infrarouge
La luminosité de la galaxie NGC 1614 dans l'infrarouge lointain (de 40 à 400 µm)  est égale à 2,69 × 1011 {\displaystyle L_{\odot }} (1011,43{\displaystyle L_{\odot }}) et sa luminosité totale dans l'infrarouge (de 8 à 1 000 µm) est de 3,98 × 1011 {\displaystyle L_{\odot }} (1011,60{\displaystyle L_{\odot }}).

## Image captée par le télescope spatial Hubble
NGC 1614 arbore un noyau central brillant et deux bras spiraux bien définis qui sont assez symétriques. Sa structure externe est spectaculaire, car on y observe une grande extension de l'un de ses bras ainsi qu'une longue queue presque droite qui émerge du noyau central. Ce sont des signes d'une fusion ancienne entre deux galaxies. Certaines zones près du noyau sont fortement rougies, signe d'une intense formation d'étoiles. Des images en infrarouge montrent aussi la présence de rubans de poussière. 

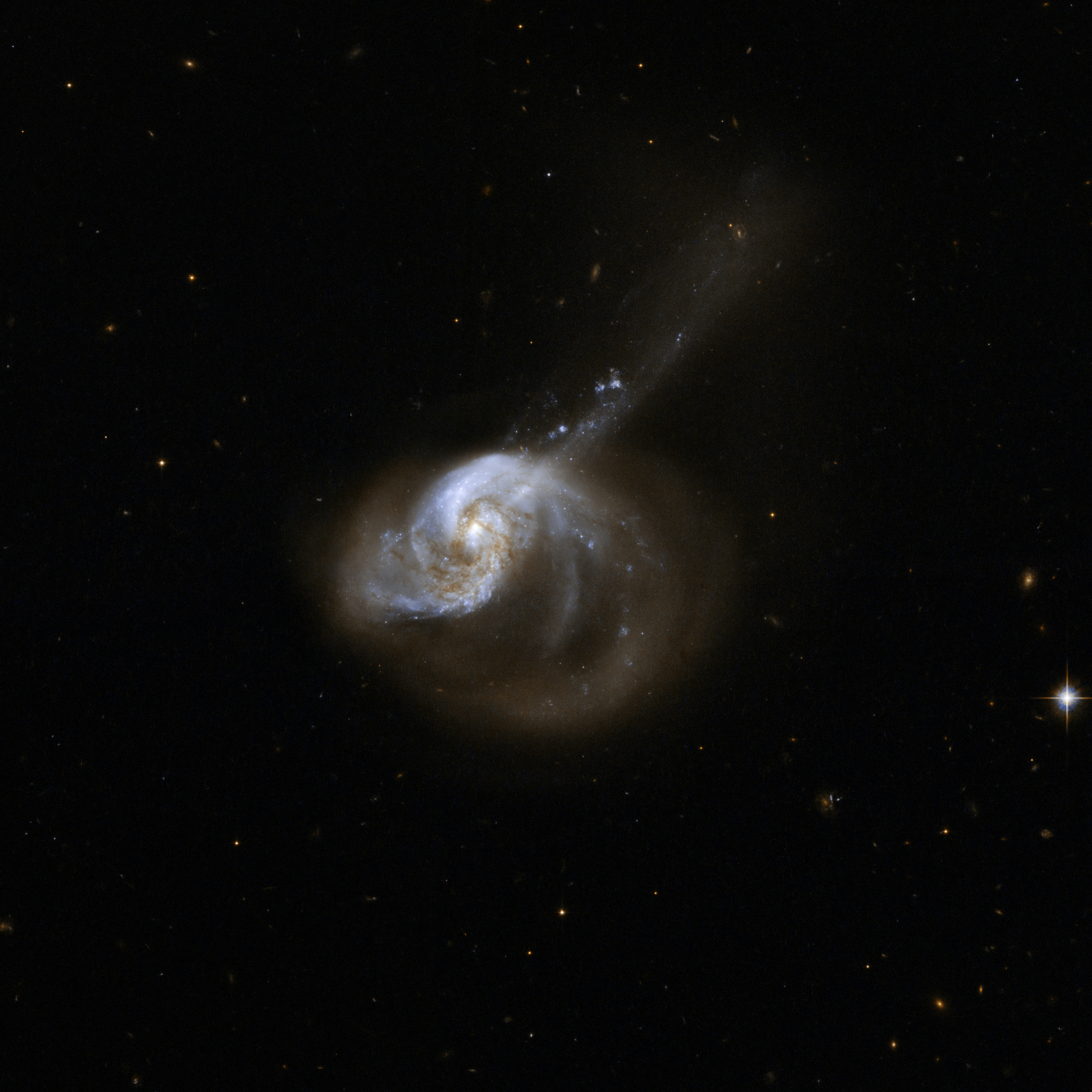
NGC 1614 par le télescope spatial Hubble.

## Supernova
La supernova SN 1996D a été découverte le 9 février 1996 dans NGC 1614 par Laurent Drissen, C. Robert, Y. Dutil, et J.-R. Roy du département de physique de l'Université Laval au Québec (Canada). Cette supernova était de type II.